# Huevo de flores de primavera
El huevo de Flores de Primavera, a veces denominado huevo de flores de primavera imperiales, fue considerado uno de los huevos de Pascua Imperiales atribuidos a Peter Carl Fabergé (y por lo tanto uno de los huevos de Fabergé). Si se trata de un huevo imperial auténtico, entonces el huevo Flores primaverales habría sido el primero de la serie de "huevos de flores" y se habría creado entre 1885 y 1890. 

## Diseño
Consiste en una caja de arce blanco recubierta de cuero con bisagras y cierres de acero que contiene un huevo más pequeño (el huevo oficial "Fabergé") decorado con esmalte rojo y volutas doradas colocado en posición vertical sobre un pequeño soporte de bowenita tallada que luego se abre verticalmente. para revelar una glorieta de flores completamente removible hecha de granates y calcedonia blanca en una canasta de platino. El huevo rojo mide 3,25 pulgadas (82,6 mm) de altura, y la glorieta en su interior de 1,5 pulgadas (38,1 mm). Fue comprado por el empresario ruso Víktor Vekselberg en 2004 como parte de una colección de tales huevos y varios otros artículos de Fabergé.

## Procedencia
Los expertos de Fabergé han puesto en duda la autenticidad de este huevo. Solo se identificó como un huevo de Fabergé cuando un investigador lo notó en una fotografía de la Rusia prerrevolucionaria. Su método de construcción es notablemente deficiente, con diamantes de tamaño desigual y con accesorios de calidad inferior, y dos mitades asimétricas, defectos que no son característicos del taller de Fabergé. Tampoco lleva las marcas esperadas del fabricante y tiene otras características de diseño que pueden señalar su condición de pieza falsificada. Aunque ha sido examinado muchas veces por expertos que a menudo han estado de acuerdo con su atribución original, no hay registro de quién supuestamente se lo dio a los Romanov y no hay correspondencia entre Faberge y cualquiera de los dos últimos emperadores rusos para confirmar su puesta en servicio o su entrega. 
Tampoco tiene una procedencia claramente documentada o registro de propiedad. Aunque sus materiales (oro, diamantes, esmalte, etc.) son típicos del taller de Fabergé, el método de construcción y la historia inadecuada/incompleta arrojan serias dudas sobre su autenticidad.